# Ruhrtal 7 (Witten)

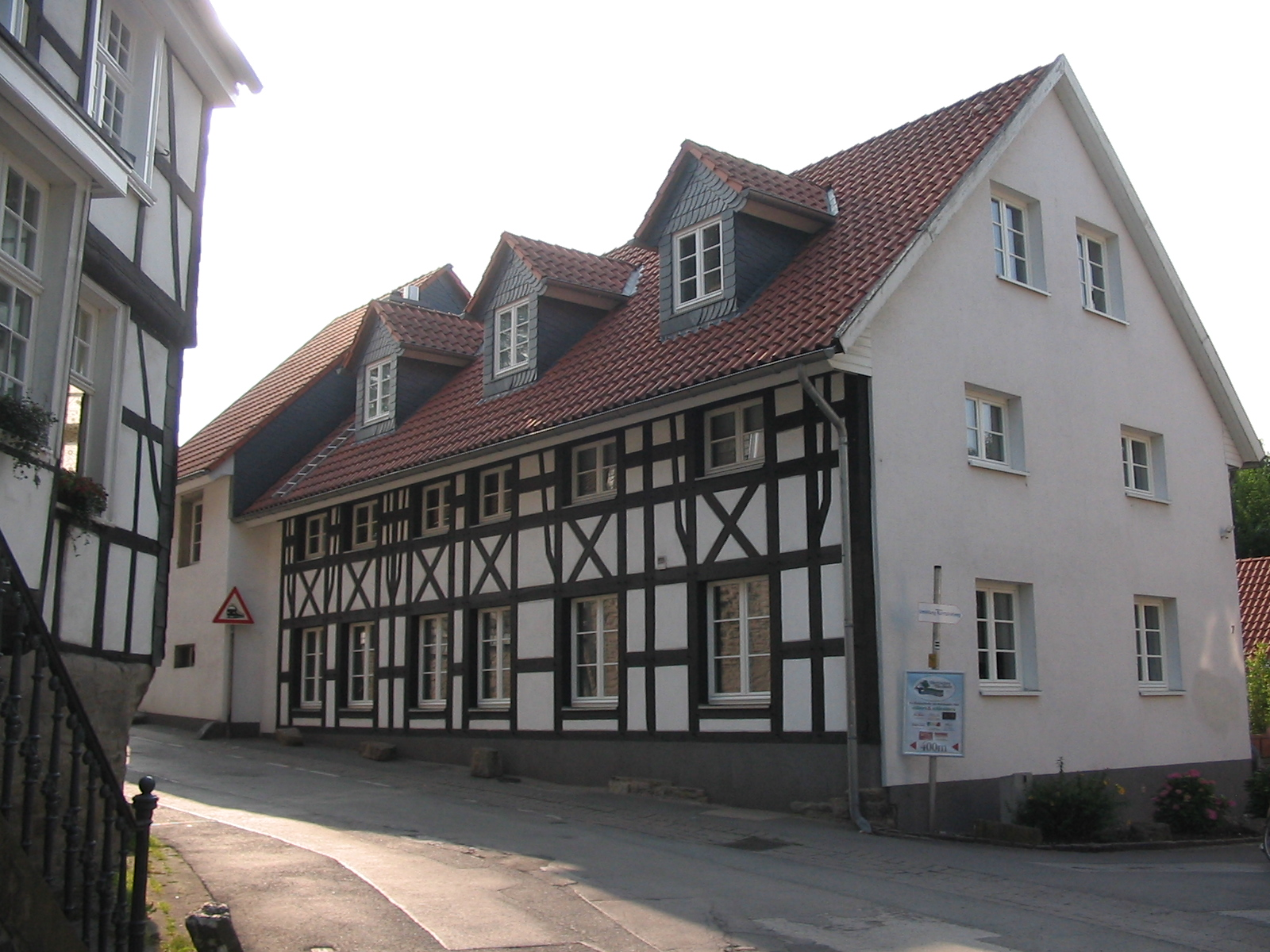
Ruhrtal 7, 2013

Die Hausbrauerei Lürmann hatte ihr Stammhaus in einem Fachwerkhaus an der Straße Ruhrtal 7 in Herbede, Witten. Aus ihr ging um 1850 die Ruhrtal-Brauerei Brinkmann hervor. Friedrich Brinkmann lebte gegenüber in der Villa Ruhrtal. Die Brauerei wurde 1920 verkauft und ihr Betrieb 1922 eingestellt. Durchschnittlich waren etwa 40 Personen beschäftigt. Der Betrieb verfügte über 30 Pferde, 3 Lastkraftwagen und 3 Eisenbahnwaggons. Das Unternehmen Dittmann-Neuhaus betrieb hier dann mehrere Jahre lang eine Gießerei.
Die Marke Ruhrtal-Brauerei wurde 2008 von der Privatbrennerei Sonnenschein wiederbelebt.